# American Orchid Society Bulletin
American Orchid Society Bulletin (abreviado Amer. Orchid Soc. Bull.) era una revista ilustrada con descripciones botánicas que fue editada en Cambridge. Se publicaron 64 números desde 1932 hasta 1995. Fue reemplazada por Orchids - Mag. Amer. Orchid Soc..